# Pablo Barrios
Pablo Barrios Rivas (Madrid, 15 juni 2003) is een Spaans voetballer die doorgaans speelt als middenvelder. In oktober 2022 debuteerde hij voor Atlético Madrid. Barrios maakte in 2024 zijn debuut in het Spaans voetbalelftal.

## Clubcarrière
Barrios speelde in de jeugd van Moratalaz, waarna hij in 2011 opgenomen werd in de opleiding van Real Madrid. Deze verliet hij in 2017 voor de academie van stadsgenoot Atlético Madrid. Hier mocht hij vanaf januari 2022 wedstrijden spelen in het eerste elftal. Twee maanden later ondertekende Barrios zijn eerste professionele contract bij Atlético, tot medio 2025. In het seizoen 2022/23 maakte de middenvelder zijn debuut in het eerste elftal, op 29 oktober tegen Cádiz in de Primera División. Namens Atlético scoorde João Félix tweemaal, maar tegentreffers van Théo Bongonda, Álex Fernández en Rubén Sobrino werd met 3–2 verloren. Barrios moest van coach Diego Simeone als reservespeler aan de wedstrijd beginnen en hij mocht in de eenenzeventigste minuut invallen voor Geoffrey Kondogbia.
Zijn eerste professionele doelpunt volgde later dat seizoen, op 22 december in de Copa del Rey tegen CD Arenteiro. Atlético won met 1–3; na een achterstand zorgde Yannick Carrasco (tweemaal) en Barrios voor de doelpunten om de bekerwedstrijd alsnog te winnen. Het contract van Barrios werd in januari 2023 opengebroken en met drie seizoenen verlengd tot medio 2028. Hij werd daarnaast gepromoveerd tot vast lid van de eerste selectie, met rugnummer 24. Op 19 september 2023 kwam de middenvelder voor het eerst tot scoren in de UEFA Champions League. Op aangeven van Nahuel Molina opende hij de score op bezoek bij Lazio. In de blessuretijd van de tweede helft kwam die ploeg langszij door een treffer van doelman Ivan Provedel: 1–1. Zijn verbintenis werd in mei 2025 opengebroken en met twee seizoenen verlengd, tot medio 2030.

## Clubstatistieken
| Seizoen | Club            | Competitie       | Competitie | Competitie | Beker | Beker | Internationaal | Internationaal | Totaal | Totaal |
| Seizoen | Club            | Competitie       | Wed.       | Dlp.       | Wed.  | Dlp.  | Wed.           | Dlp.           | Wed.   | Dlp.   |
| ------- | --------------- | ---------------- | ---------- | ---------- | ----- | ----- | -------------- | -------------- | ------ | ------ |
| 2022/23 | Atlético Madrid | Primera División | 21         | 0          | 4     | 2     | 1              | 0              | 26     | 2      |
| 2023/24 | Atlético Madrid | Primera División | 24         | 0          | 4     | 0     | 7              | 1              | 35     | 1      |
| 2024/25 | Atlético Madrid | Primera División | 31         | 1          | 4     | 0     | 6              | 0              | 41     | 1      |
| Totaal  | Totaal          | Totaal           | 76         | 1          | 12    | 2     | 14             | 1              | 102    | 4      |

Bijgewerkt op 27 mei 2025.

## Interlandcarrière
Barrios maakte zijn debuut in het Spaans voetbalelftal op 18 november 2024, toen met 3–2 gewonnen werd van Zwitserland in het kader van de UEFA Nations League 2024/25. Namens Spanje scoorden Yeremi Pino, Bryan Gil en Bryan Zaragoza en de tegentreffers kwamen van Joël Monteiro en Andi Zeqiri. Barrios moest van bondscoach Luis de la Fuente op de reservebank beginnen en hij viel in de tweede helft in voor Pedri. De andere Spaanse debutanten dit duel waren Aitor Paredes (Athletic Club) en Samu Aghehowa (FC Porto).
| Interlands van Pablo Barrios voor Spanje | Interlands van Pablo Barrios voor Spanje | Interlands van Pablo Barrios voor Spanje | Interlands van Pablo Barrios voor Spanje | Interlands van Pablo Barrios voor Spanje | Interlands van Pablo Barrios voor Spanje | Interlands van Pablo Barrios voor Spanje |
| №                                        | Datum                                    | Wedstrijd                                | Uitslag                                  | Competitie                               | Goals                                    |                                          |
| Als speler bij Atlético Madrid           | Als speler bij Atlético Madrid           | Als speler bij Atlético Madrid           | Als speler bij Atlético Madrid           | Als speler bij Atlético Madrid           | Als speler bij Atlético Madrid           | Als speler bij Atlético Madrid           |
| ---------------------------------------- | ---------------------------------------- | ---------------------------------------- | ---------------------------------------- | ---------------------------------------- | ---------------------------------------- | ---------------------------------------- |
| 1                                        | 18 november 2024                         | Spanje – Zwitserland                     | 3 – 2                                    | Nations League 2024/25                   |                                          |                                          |

Bijgewerkt op 27 mei 2025.